# Pardailhan
Pour l’article ayant un titre homophone, voir Pardaillan.
Pardailhan [paʁ.da.jɑ̃] (en occitan Pardalhan [par.da.'ʎan]) est une commune française située dans le sud-ouest du département de l'Hérault, en région Occitanie.
Exposée à un climat méditerranéen, elle est drainée par le Vernazobre, la Cessière, le ruisseau d'Aymes, le ruisseau d'Ilouvre, le ruisseau de Donnadieu, le ruisseau des Conquets et par divers autres petits cours d'eau. Incluse dans le parc naturel régional du Haut-Languedoc, la commune possède un patrimoine naturel remarquable : un site Natura 2000 (le « Minervois ») et cinq zones naturelles d'intérêt écologique, faunistique et floristique.
Pardailhan est une commune rurale qui compte 171 habitants en 2022, après avoir connu un pic de population de 1 310 habitants en 1800. Ses habitants sont appelés les Pardailhanais et Pardailhanaises.
Le  Pardailhan désigne un territoire plus vaste qui comprend historiquement la commune actuelle et celle de Saint-Jean-de-Minervois.

## Géographie

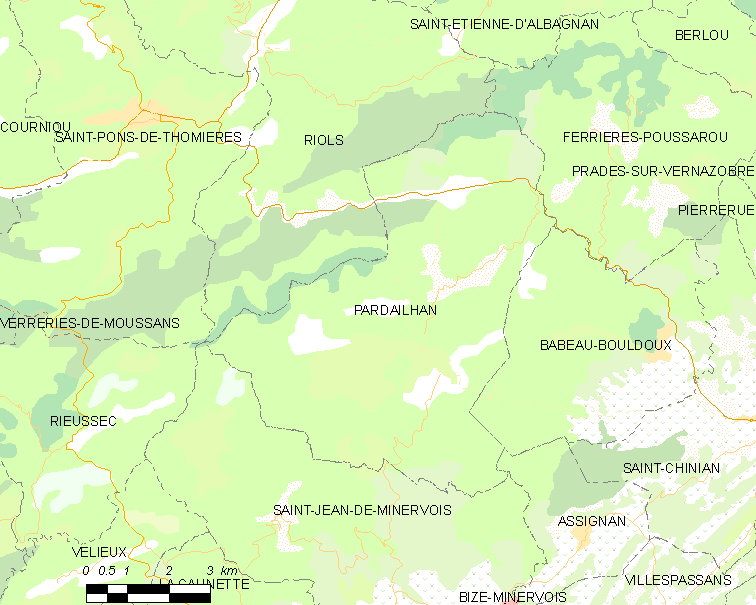
Carte.

Le Pardailhan est situé à l'extrémité occidentale du département de l'Hérault, dans la chaîne montagneuse des Avants Monts.

Prolongeant la Montagne Noire, ces sommets forment les premiers contreforts de l'extrémité méridionale du Massif central.
La commune culmine au Pech Mage à 822 m. Le relief du Pardailhan est particulièrement tourmenté, avec un fort dénivelé jusqu'au Minervois et au Saint-Chinianais descendant à une altitude minimum de 276 m.
Sur le plan géologique, la zone constitue un ensemble homogène : les monts du Pardailhan, qui s'étendent jusqu'à la moyenne vallée de l'Orb et que limitent au nord et au sud les failles du Jaur et de Saint-Chinian. L'étude de la stratigraphie du Cambrien dans la nappe du Pardailhan constitue  une référence pour les géologues.
Deux importantes sources karstiques sont issues des monts du Pardailhan : les sources de Malibert et Poussarou assurent en effet la pérennité du Vernazobres, affluent de l'Orb, et permettent l'alimentation en eau potable de la région de Saint-Chinian.
La commune, d'une superficie de 4 118 ha, compte dix hameaux Pardailhan (le chef-lieu), Rodomouls, Coulouma, Rieussec, Pez, Catalo, Copujol, La Garrigue, La Louvière et Pardailho.

### Communes limitrophes
| Riols                                             | Riols                   | Ferrières-Poussarou |
| Verreries-de-Moussans, Rieussec (point quintuple) | Pardailhan              | Babeau-Bouldoux     |
| Saint-Jean-de-Minervois                           | Saint-Jean-de-Minervois | Assignan            |

### Climat
Pour des articles plus généraux, voir Climat de l'Occitanie et Climat de l'Hérault.
En 2010, le climat de la commune est de type climat méditerranéen altéré, selon une étude s'appuyant sur une série de données couvrant la période 1971-2000. En 2020, Météo-France publie une typologie des climats de la France métropolitaine dans laquelle la commune est exposée à un climat méditerranéen et est dans la région climatique  Provence, Languedoc-Roussillon, caractérisée par une pluviométrie faible en été, un très bon ensoleillement (2 600 h/an), un été chaud (21,5 °C), un air très sec en été, sec en toutes saisons, des vents forts (fréquence de 40 à 50 % de vents > 5 m/s) et peu de brouillards.
Pour la période 1971-2000, la température annuelle moyenne est de 11,9 °C, avec une amplitude thermique annuelle de 15,2 °C. Le cumul annuel moyen de précipitations est de 1 246 mm, avec 10,5 jours de précipitations en janvier et 4,3 jours en juillet. Pour la période 1991-2020, la température moyenne annuelle observée sur la station météorologique la plus proche, située sur la commune de Saint-Jean-de-Minervois à 7 km à vol d'oiseau, est de 15,1 °C et le cumul annuel moyen de précipitations est de 751,8 mm,. Pour l'avenir, les paramètres climatiques de la commune estimés pour 2050 selon différents scénarios d'émission de gaz à effet de serre sont consultables sur un site dédié publié par Météo-France en novembre 2022.

### Milieux naturels et biodiversité

#### Espaces protégés
La protection réglementaire est le mode d’intervention le plus fort pour préserver des espaces naturels remarquables et leur biodiversité associée,.
Un  espace protégé est présent sur la commune : 
le parc naturel régional du Haut-Languedoc, créé en 1973 et d'une superficie de 307 184 ha, qui s'étend sur 118 communes et deux départements. Implanté de part et d’autre de la ligne de partage des eaux entre Océan Atlantique et mer Méditerranée, ce territoire est un véritable balcon dominant les plaines viticoles du Languedoc et les étendues céréalières du Lauragais,.

#### Réseau Natura 2000

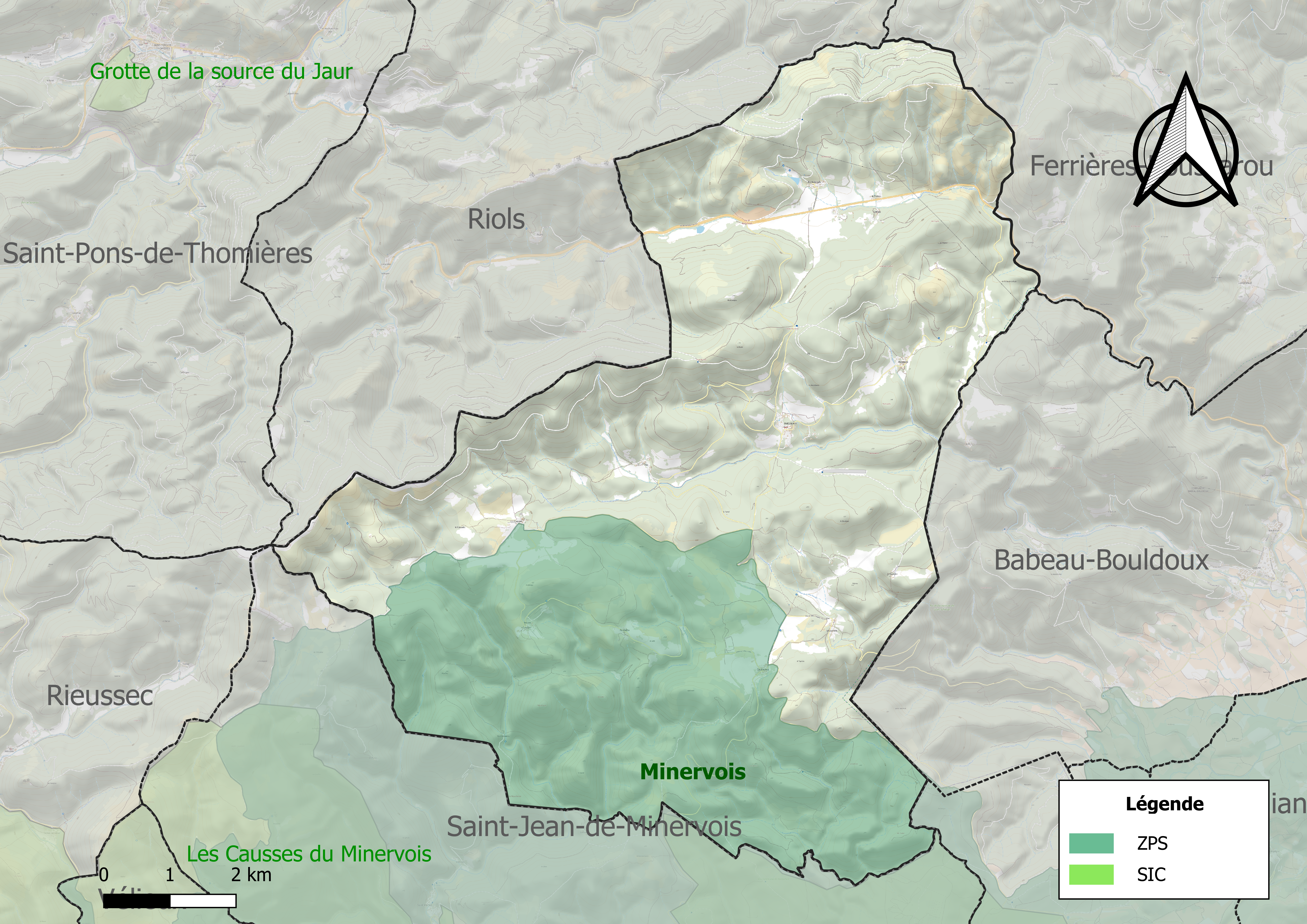
Sites Natura 2000 sur le territoire communal.

Le réseau Natura 2000 est un réseau écologique européen de sites naturels d'intérêt écologique élaboré à partir des directives habitats et oiseaux, constitué de zones spéciales de conservation (ZSC) et de zones de protection spéciale (ZPS).
Un site Natura 2000 a été défini sur la commune au titre  de la directive oiseaux : le « Minervois », d'une superficie de 24 820 ha, retenu pour la conservation de rapaces de l'annexe I de la directive oiseaux, en particulier l'Aigle de Bonelli et l'Aigle royal. Mais le Busard cendré, le Circaète Jean-le-Blanc et le Grand-Duc sont également des espèces à enjeu pour ce territoire.

#### Zones naturelles d'intérêt écologique, faunistique et floristique
L’inventaire des zones naturelles d'intérêt écologique, faunistique et floristique (ZNIEFF) a pour objectif de réaliser une couverture des zones les plus intéressantes sur le plan écologique, essentiellement dans la perspective d’améliorer la connaissance du patrimoine naturel national et de fournir aux différents décideurs un outil d’aide à la prise en compte de l’environnement dans l’aménagement du territoire.
Trois ZNIEFF de type 1 sont recensées sur la commune :
- le « bois de Rabaniège » (230 ha), couvrant 2 communes du département[17] ;
- les « gorges de Barroubio » (429 ha), couvrant 3 communes du département[18],
- les « pelouses et garrigues de Coulouma » (404 ha)[19] ;

et deux ZNIEFF de type 2, : 
- le « Haut Minervois » (21 605 ha), couvrant 26 communes dont cinq dans l'Aude et 21 dans l'Hérault[20] ;
- la « montagne noire centrale » (34 724 ha), couvrant 27 communes du département[21].

Carte des ZNIEFF de type 1 et 2 à Pardailhan.
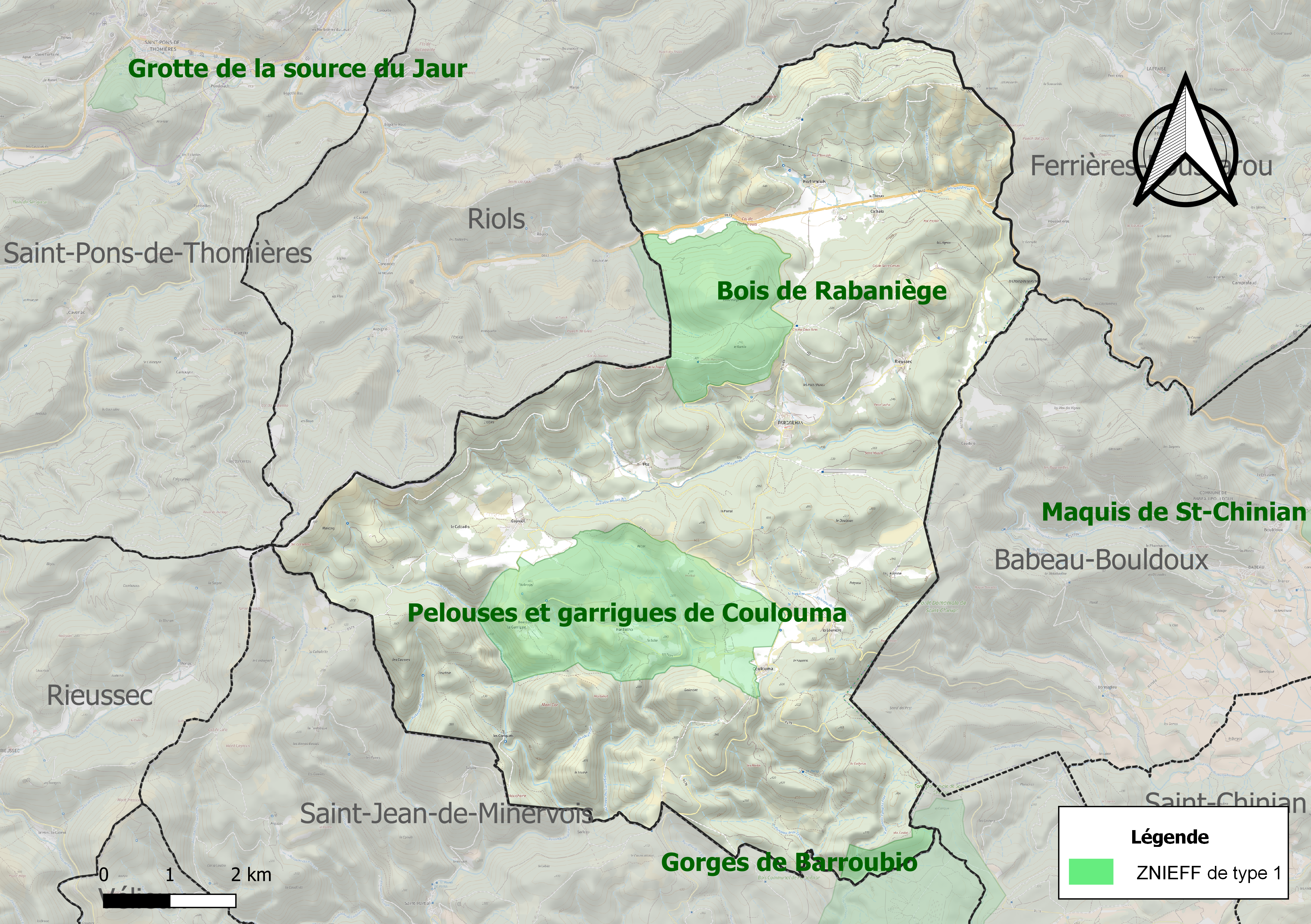
Carte des ZNIEFF de type 1 sur la commune.
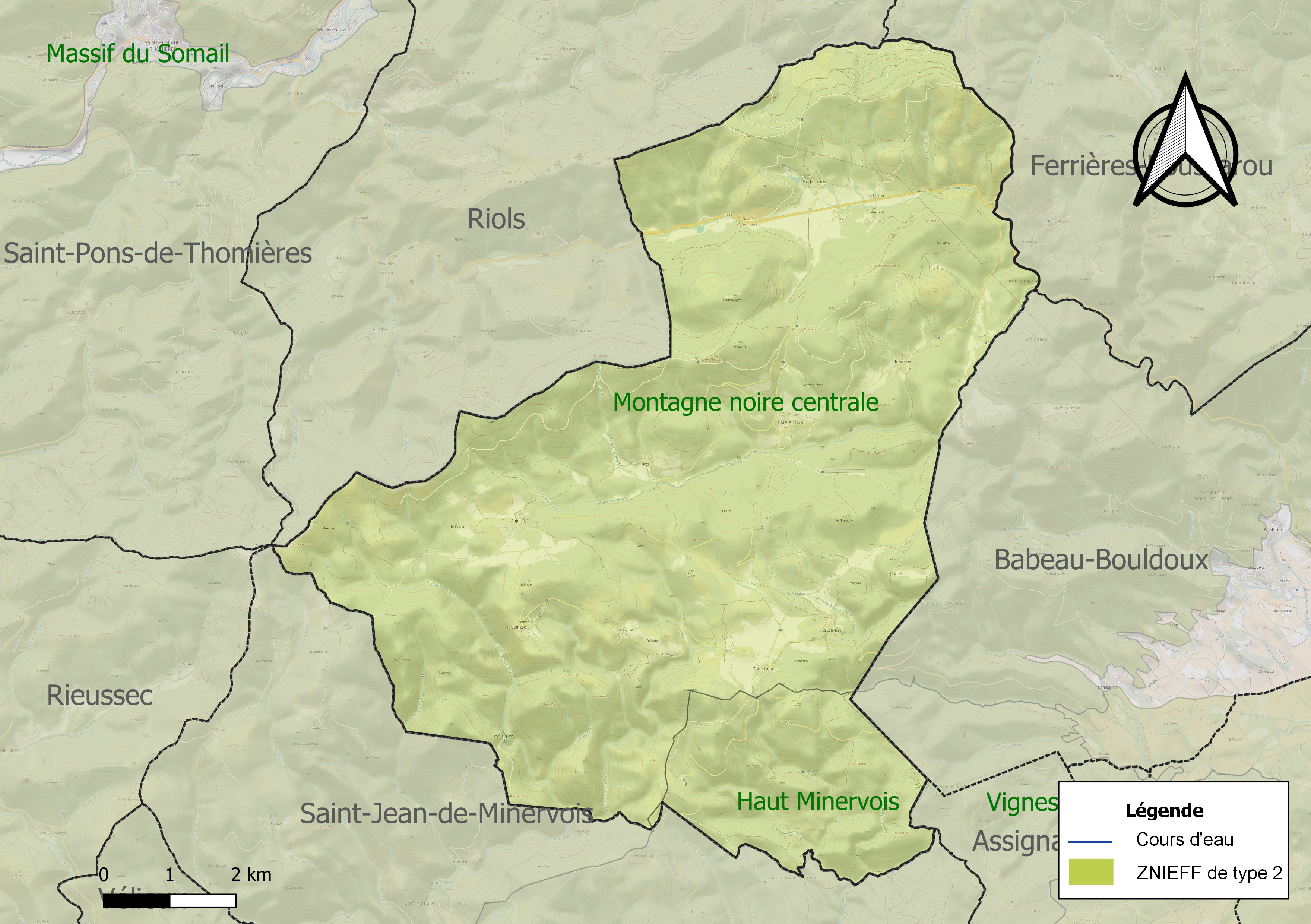
Carte des ZNIEFF de type 2 sur la commune.

## Urbanisme

### Typologie
Au 1er janvier 2024, Pardailhan est catégorisée commune rurale à habitat très dispersé, selon la nouvelle grille communale de densité à sept niveaux définie par l'Insee en 2022.
Elle est située hors unité urbaine et hors attraction des villes,.

### Occupation des sols
L'occupation des sols de la commune, telle qu'elle ressort de la base de données européenne d’occupation biophysique des sols Corine Land Cover (CLC), est marquée par l'importance des forêts et milieux semi-naturels (89,3 % en 2018), en augmentation par rapport à 1990 (88,2 %). La répartition détaillée en 2018 est la suivante : 
forêts (75 %), milieux à végétation arbustive et/ou herbacée (14,3 %), zones agricoles hétérogènes (8,6 %), prairies (2,1 %). L'évolution de l’occupation des sols de la commune et de ses infrastructures peut être observée sur les différentes représentations cartographiques du territoire : la carte de Cassini (XVIIIe siècle), la carte d'état-major (1820-1866) et les cartes ou photos aériennes de l'IGN pour la période actuelle (1950 à aujourd'hui).

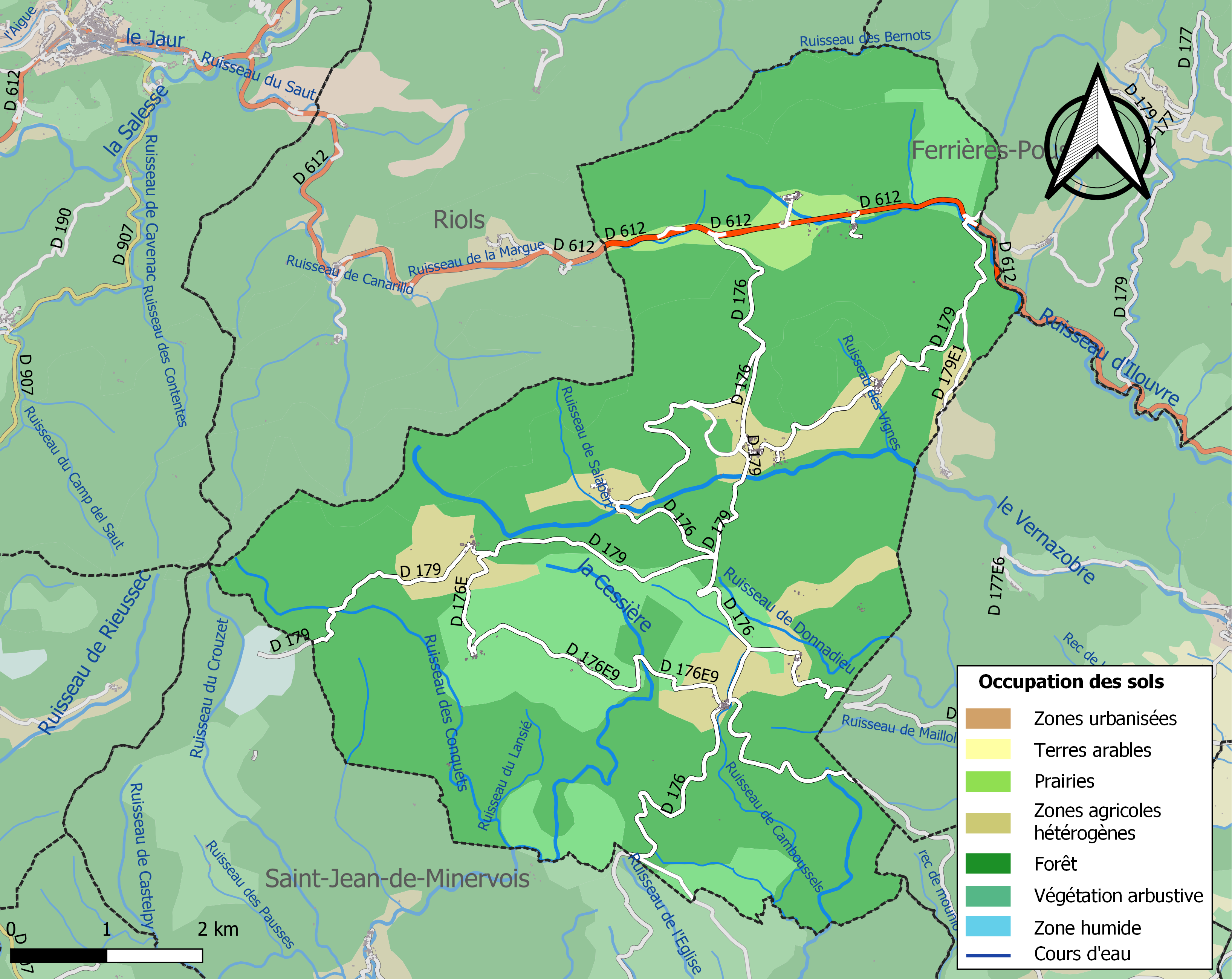
Carte des infrastructures et de l'occupation des sols de la commune en 2018 (CLC).

### Risques majeurs
Le territoire de la commune de Pardailhan est vulnérable à différents aléas naturels : météorologiques (tempête, orage, neige, grand froid, canicule ou sécheresse), feux de forêts et séisme (sismicité très faible). Il est également exposé à un risque technologique,  le transport de matières dangereuses. Un site publié par le BRGM permet d'évaluer simplement et rapidement les risques d'un bien localisé soit par son adresse soit par le numéro de sa parcelle.

#### Risques naturels
Pardailhan est exposée au risque de feu de forêt. Un plan départemental de protection des forêts contre les incendies (PDPFCI) a été approuvé en juin 2013 et court jusqu'en 2022, où il doit être renouvelé. Les mesures individuelles de prévention contre les incendies sont précisées par deux arrêtés préfectoraux et s’appliquent dans les zones exposées aux incendies de forêt et à moins de 200 mètres de celles-ci. L’arrêté du 25 avril 2002 réglemente l'emploi du feu en interdisant notamment d’apporter du feu, de fumer et de jeter des mégots de cigarette dans les espaces sensibles et sur les voies qui les traversent sous peine de sanctions. L'arrêté du 11 mars 2013 rend le débroussaillement obligatoire, incombant au propriétaire ou ayant droit,.

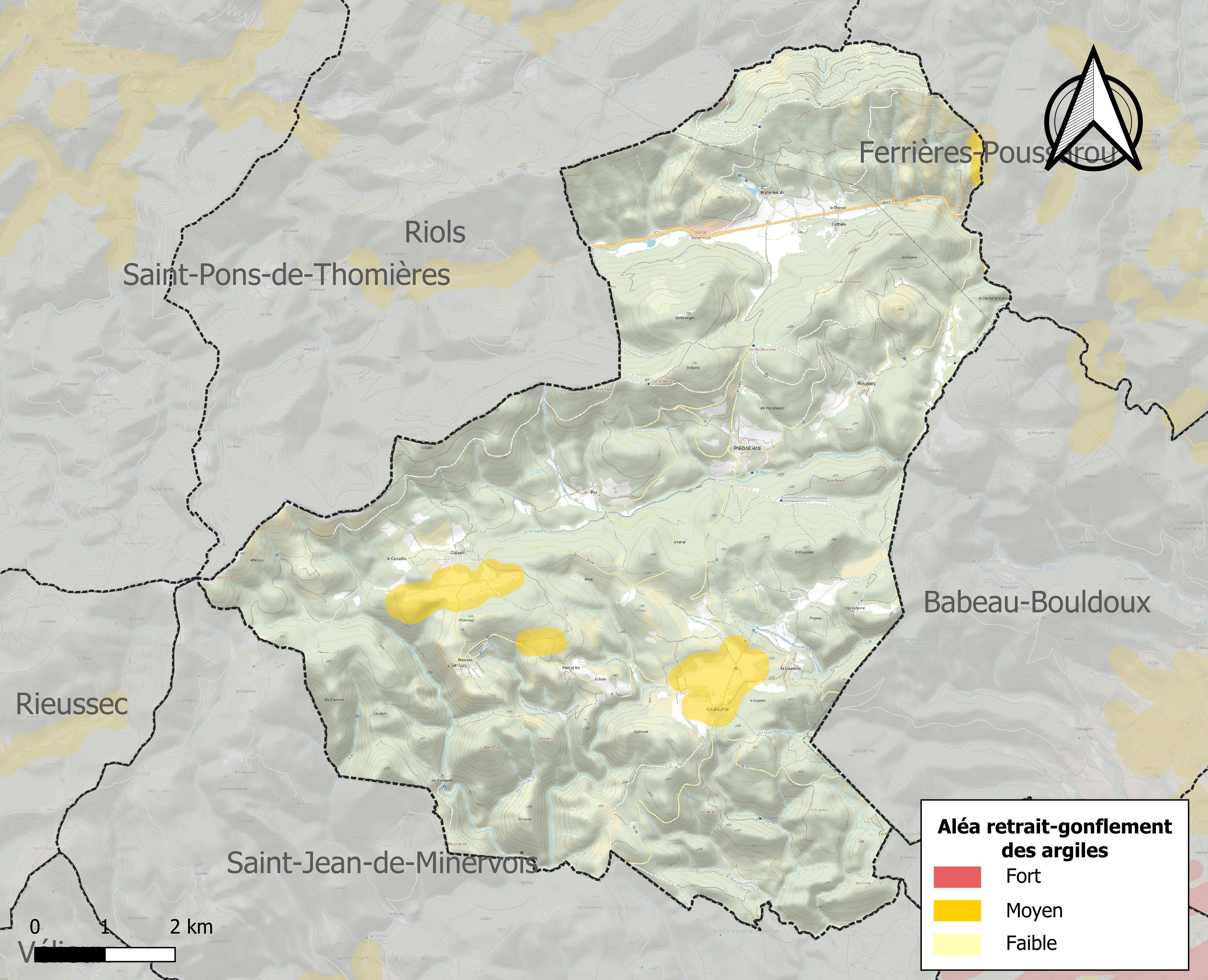
Carte des zones d'aléa retrait-gonflement des sols argileux de Pardailhan.

Le retrait-gonflement des sols argileux est susceptible d'engendrer des dommages importants aux bâtiments en cas d’alternance de périodes de sécheresse et de pluie. 3,3 % de la superficie communale est en aléa moyen ou fort (59,3 % au niveau départemental et 48,5 % au niveau national). Sur les 220 bâtiments dénombrés sur la commune en 2019, 25 sont en aléa moyen ou fort, soit 11 %, à comparer aux 85 % au niveau départemental et 54 % au niveau national. Une cartographie de l'exposition du territoire national au retrait gonflement des sols argileux est disponible sur le site du BRGM,.
Par ailleurs, afin de mieux appréhender le risque d’affaissement de terrain, l'inventaire national des cavités souterraines permet de localiser celles situées sur la commune.
La commune a été reconnue en état de catastrophe naturelle au titre des dommages causés par les inondations et coulées de boue survenues en 1982, 1992, 1995, 1996 et 1999. 

#### Risques technologiques
Le risque de transport de matières dangereuses sur la commune est lié à sa traversée par des infrastructures routières ou ferroviaires importantes ou la présence d'une canalisation de transport d'hydrocarbures. Un accident se produisant sur de telles infrastructures est susceptible d’avoir des effets graves sur les biens, les personnes ou l'environnement, selon la nature du matériau transporté. Des dispositions d’urbanisme peuvent être préconisées en conséquence.

## Histoire

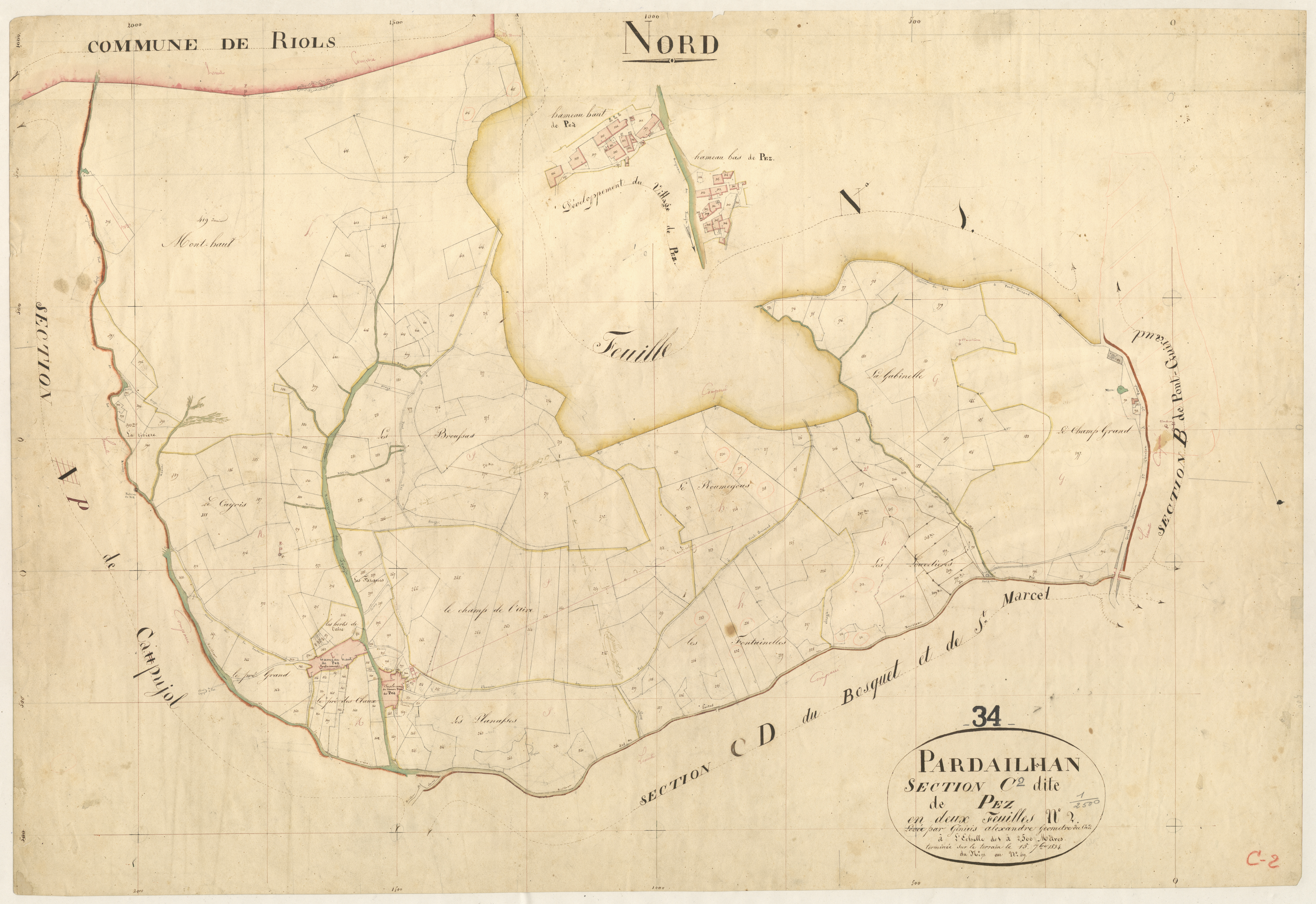
Plan cadastral (1834).

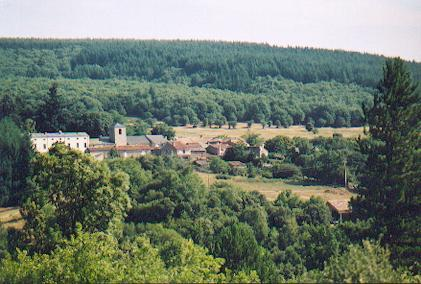
Hameau de Pardailhan ou Pontguiraud.

Dépendant de la famille du vicomte de Minerve lors de la Croisade des Albigeois, Le Pardailhan est annexé par le domaine royal, pour crime d'hérésie cathare. Durant l'Ancien Régime, la seigneurie est en paréage entre le roi et un co-seigneur. Dès 1381, le roi Charles VI accorde des libertés et franchises au Pardailhan, et notamment le droit pour les habitants d'élire des consuls pour les représenter.
Le château de Pardailho est occupé jusqu'au début du XVe siècle par un châtelain royal, représentant le roi (le château est ruiné au XVIe siècle). Plusieurs familles nobles se succèdent pendant près de trois siècles, détenant une part de la seigneurie, sans résider à Pardailhan. Vers 1650, un nouveau château est construit au hameau de Pontguiraud, par la famille seigneuriale de Brugairoux.
L'église Sainte-Marie (surnommée également Sainte-Euphémie) est transférée au hameau de Pontguiraud en 1752, qui prend alors indifféremment le nom de Pardailhan. En 1789, le seigneur baron Thomas de Treil de Pardailhan prend parti en faveur de la Révolution et est élu député de Paris à l'Assemblée législative en 1791 et 92.
Le Pardailhan était réputé pour sa race de mouton et sa production de navets (relancée depuis quelques années)[réf. nécessaire].
Le 11 juin 1908, la commune de Pardailhan perd les hameaux de Saint-Jean, Gimios, Saint-Martial, Barroubio et Belleraze, et les fermes de Marcory et d'Arguzac, érigés en commune distincte sous le nom de « Saint-Jean-de-Pardailhan » (puis Saint-Jean-de-Minervois).
Entre 1960 et 1963, se développe une expérience originale de vie communautaire chrétienne, connue sous le nom de « kibboutz de Pardailhan ». Un groupe de 89 Parisiens détachés de la très secrète communauté familiale religieuse « la Famille », d'inspiration janséniste convulsionnaire, s'installe au chef-lieu de la commune pour vivre en collectivité du travail agricole, en s'inspirant du modèle du kibboutz, où l'initiateur du projet, Vincent Thibout a vécu pendant près de deux ans en Israël. L'inexpérience du groupe en matière agricole et les dissensions internes se soldent par la dissolution de la communauté en août 1963,,.

## Héraldique
| Blason de Pardailhan | Blason  | De gueules, à la bande d'or chargée de 3 navets de sable feuillés de sinople, et accompagnée en chef d'un alérion d'argent et en pointe d'une tour du même |
| Blason de Pardailhan | Détails | délibération municipale du 8 juillet 2011 |

## Politique et administration
| Période | Période  | Identité                      | Étiquette | Qualité                                                        |
| ------- | -------- | ----------------------------- | --------- | -------------------------------------------------------------- |
| 1790    | 1792     | Joseph Décor                  |           |                                                                |
| 1792    | 1795     | François Cathala              |           |                                                                |
| 1795    | 1797     | Antoine Cathala               |           | Forgeron à Pez                                                 |
| 1797    | 1798     | Laurens Jean                  |           | Agriculteur à Saint-Jean                                       |
| 1798    | 1800     | Joseph Décor                  |           |                                                                |
| 1800    | 1815     | Jean Miquel                   |           |                                                                |
| 1815    | 1822     | Thomas de Treil de Pardailhan |           | Mousquetaire, lieutenant-colonel d'infanterie, député de Paris |
| 1822    | 1823     | Joseph Décor                  |           |                                                                |
| 1823    | 1830     | Jean Pierre Miquel (fils)     |           |                                                                |
| 1830    | 1840     | Pierre Landes                 |           |                                                                |
| 1840    | 1870     | Joseph Cathala                |           |                                                                |
| 1871    | 1876     | Joseph Décor                  |           |                                                                |
| 1876    | 1878     | Pierre Landes                 |           | Agriculteur à Rodomouls                                        |
| 1878    | 1881     | Joseph Landes                 |           | Agriculteur à Rodomouls                                        |
| 1881    | 1894     | François Fraïsse              |           | Agriculteur à Pez                                              |
| 1894    | 1894     | Clovis Armingaud              |           | Agriculteur à La Louvière                                      |
| 1894    | 1929     | Jacques Décor (fils)          |           | Agriculteur à Pontguiraud                                      |
| 1929    | 1944     | Paul Roque                    |           | Notaire à Béziers                                              |
| 1944    | 1945     | Pierre Cauquil                |           |                                                                |
| 1945    | 1953     | Antoine Landes                |           |                                                                |
| 1953    | 1954     | Pierre Cauquil                |           | Agriculteur à Pontguiraud                                      |
| 1954    | 1989     | Maurice Robert                |           | Viticulteur à Saint-Chinian                                    |
| 1989    | 2020     | Pierre Donnadieu              |           | Viticulteur à Assignan                                         |
| 2020    | En cours | Alain Tailhan                 |           | Directeur de la cave coopérative de Saint-Jean-de-Minervois    |

### Politique environnementale
L'environnement naturel de Pardailhan est particulièrement riche mais fragile en raison du contexte géologique.
La plus grande partie de la commune se situe sur un aquifère (réserve d’eau souterraine). Cet aquifère karstique est identifié par le SDAGE comme étant un milieu aquatique remarquable à forte valeur patrimoniale, très vulnérable, à préserver pour les générations futures.
Le projet d’un aménagement touristique démesuré a conduit dans les années 1980-85 à la réalisation de plusieurs études, concernant notamment l’assainissement.
Désormais une grande partie de la commune  est soumise à la réglementation du «périmètre rapproché de protection de la source de Malibert». Cette source alimente en eau potable une grande partie du canton de Saint-Chinian. Les règles concernant l’assainissement sont très strictes dans ce périmètre de protection, et interdisent de fait l’installation d’aménagements touristiques importants dans la commune.

## Démographie
L'évolution du nombre d'habitants est connue à travers les recensements de la population effectués dans la commune depuis 1793. Pour les communes de moins de 10 000 habitants, une enquête de recensement portant sur toute la population est réalisée tous les cinq ans, les populations de référence des années intermédiaires étant quant à elles estimées par interpolation ou extrapolation. Pour la commune, le premier recensement exhaustif entrant dans le cadre du nouveau dispositif a été réalisé en 2004.

En 2022, la commune comptait 171 habitants, en évolution de −7,57 % par rapport à 2016 (Hérault : +7,49 %, France hors Mayotte : +2,11 %).
| 1793 | 1800  | 1806  | 1821  | 1831  | 1836  | 1841  | 1846  | 1851  |
| ---- | ----- | ----- | ----- | ----- | ----- | ----- | ----- | ----- |
| 794  | 1 310 | 1 161 | 1 169 | 1 159 | 1 230 | 1 190 | 1 165 | 1 140 |

| 1856  | 1861  | 1866 | 1872 | 1876 | 1881 | 1886 | 1891 | 1896 |
| ----- | ----- | ---- | ---- | ---- | ---- | ---- | ---- | ---- |
| 1 110 | 1 027 | 965  | 918  | 855  | 823  | 851  | 790  | 778  |

| 1901 | 1906 | 1911 | 1921 | 1926 | 1931 | 1936 | 1946 | 1954 |
| ---- | ---- | ---- | ---- | ---- | ---- | ---- | ---- | ---- |
| 713  | 629  | 357  | 325  | 263  | 240  | 254  | 196  | 151  |

| 1962 | 1968 | 1975 | 1982 | 1990 | 1999 | 2004 | 2006 | 2009 |
| ---- | ---- | ---- | ---- | ---- | ---- | ---- | ---- | ---- |
| 206  | 93   | 83   | 102  | 126  | 164  | 175  | 176  | 180  |

| 2014 | 2019 | 2022 | - | - | - | - | - | - |
| ---- | ---- | ---- | - | - | - | - | - | - |
| 185  | 177  | 171  | - | - | - | - | - | - |

## Économie

### Revenus
En 2018, la commune compte 90 ménages fiscaux, regroupant 198 personnes. La médiane du revenu disponible par unité de consommation est de 17 470 € (20 330 € dans le département).

### Emploi
|                | 2008   | 2013   | 2018  |
| -------------- | ------ | ------ | ----- |
| Commune        | 9,5 %  | 12,2 % | 7,1 % |
| Département    | 10,1 % | 11,9 % | 12 %  |
| France entière | 8,3 %  | 10 %   | 10 %  |

En 2018, la population âgée de 15 à 64 ans s'élève à 114 personnes, parmi lesquelles on compte 68,7 % d'actifs (61,6 % ayant un emploi et 7,1 % de chômeurs) et 31,2 % d'inactifs,. En  2018, le taux de chômage communal (au sens du recensement) des 15-64 ans est inférieur à celui de la France et du département, alors qu'en 2008 il était supérieur à celui de la France.
La commune est hors attraction des villes,. Elle compte 31 emplois en 2018, contre 35 en 2013 et 30 en 2008. Le nombre d'actifs ayant un emploi résidant dans la commune est de 73, soit un indicateur de concentration d'emploi de 42,8 % et un taux d'activité parmi les 15 ans ou plus de 49,4 %.
Sur ces 73 actifs de 15 ans ou plus ayant un emploi, 28 travaillent dans la commune, soit 39 % des habitants. Pour se rendre au travail, 86,1 % des habitants utilisent un véhicule personnel ou de fonction à quatre roues, 2,8 % s'y rendent en deux-roues, à vélo ou à pied et 11,1 % n'ont pas besoin de transport (travail au domicile).

### Activités hors agriculture

#### Secteurs d'activités
19 établissements sont implantés  à Pardailhan au 31 décembre 2019.
Le secteur des activités spécialisées, scientifiques et techniques et des activités de services administratifs et de soutien est prépondérant sur la commune puisqu'il représente 26,3 % du nombre total d'établissements de la commune (5 sur les 19 entreprises implantées  à Pardailhan), contre 17,1 % au niveau départemental.

#### Entreprises et commerces
L'économie de la commune repose jusqu'au milieu du XXe siècle sur la polyculture, l'élevage, ainsi que de rares activités d'artisanat et de commerce.
De nos jours, l'activité agricole s'est beaucoup réduite. La polyculture ne concerne plus que quelques dizaines d'hectares, avec notamment une petite production de navets noirs (pour lesquels une demande de classement en AOC est à l'étude). La commune  compte une dizaine d'élevages d'ovins et de chevaux.

Les activités de commerce et de service sont limitées à un unique restaurant, une petite entreprise d'élagage, et quelques artisans.

L'environnement naturel préservé de la commune permet le développement d'un tourisme de qualité, avec de nombreux gîtes ruraux, apportant un complément, voire une source de revenus aux habitants.

Le grand nombre de résidences secondaires constitue également, par les impôts locaux, un financement communal, mais il représente aussi un coût, en matière d'infrastructures (eau et assainissement).

### Agriculture
La commune est dans le « Soubergues », une petite région agricole occupant le nord-est du département de l'Hérault. En 2020, l'orientation technico-économique de l'agriculture  sur la commune est la polyculture et/ou le polyélevage.
|               | 1988 | 2000  | 2010 | 2020 |
| ------------- | ---- | ----- | ---- | ---- |
| Exploitations | 17   | 14    | 17   | 16   |
| SAU (ha)      | 489  | 1 091 | 808  | 701  |

Le nombre d'exploitations agricoles en activité et ayant leur siège dans la commune est passé de 17 lors du recensement agricole de 1988  à 14 en 2000 puis à 17 en 2010 et enfin à 16 en 2020, soit une baisse de 6, un nombre stable en 22 ans. Sur cette même période, le département a perdu 67 % de ses exploitations,. La surface agricole utilisée sur la commune est restée relativement stable, passant de 489 ha en 1988 à 701 ha en 2020. Parallèlement la surface agricole utilisée moyenne par exploitation a augmenté, passant de 29 à 44 ha.

## Culture locale et patrimoine

### Lieux et monuments
- Église de la Nativité-de-Notre-Dame de Pardailhan.
- Ruines du château de Pardailho

L'ancien château fortifié, déjà abandonné au XVIe siècle, est totalement ruiné de nos jours. En contrebas, se trouvent les restes de l'église Sainte-Marie et sa chapelle Sainte-Euphémie.
- Château de Pardailhan (Pontguiraud)

L'ancien château seigneurial, bâti vers 1650, a été remanié au cours des siècles ; il a conservé ses deux tours du XVIIe siècle.
- Tombe du baron de Pardailhan

Il s'agit de la tombe de Thomas de Treil de Pardailhan, dernier seigneur du lieu, favorable aux idées de progrès de la Révolution de 1789, député de Paris à l'Assemblée législative. Le monument, qui porte l'épitaphe « Charlotte à son époux », a été récemment restauré.

### Personnalités liées à la commune
- Hugues Roger (1293-1363), prieur de Pardailhan, élu pape

Moine de l'abbaye de Saint-Pons-de-Thomières, sous l'autorité de son oncle l'abbé Pierre Roger, il est nommé prieur de 
Pardailhan. Son frère, le pape Clément VI le fait évêque de Tulle, puis cardinal en 1342. Lors du conclave de 1362, il est élu pape, mais refuse la charge.
- Baron Thomas de Treil de Pardailhan, député de Paris à l'Assemblée Législative de 1791 à 1792

Né à Paris, en 1754, il poursuit une carrière militaire sous l'Ancien régime, jusqu'au grade de lieutenant-colonel dans les gardes suisses de Monsieur, il est également maître d'hôtel du roi à la Cour de Versailles. Pendant la Révolution, il est partisan d'une profonde réforme de la Monarchie et de la suppression des privilèges; d'abord administrateur 
du département de Paris (1791), il est élu député de Paris à l'Assemblée législative (1791-1792). À la Restauration, il 
est nommé maire de Pardailhan (1815-1821). Il est décédé au château de Pardailhan en 1822.
- Jean Miquel, géologue et érudit local

Né en 1859, d'une très ancienne famille du Pardailhan, il est un naturaliste pluridisciplinaire. Il est connu pour ses recherches géologiques, mais il s'est aussi intéressé à l'archéologie et l'histoire locale. Il est décédé à Barroubio, dans l'actuelle commune de Saint-Jean-de-Minervois en 1940.
- Armand Beaulieu, philosophe et historien[48]. Né en 1909 au château de Pardailhan, issu de la famille seigneuriale de Treil de Pardailhan, et lointain descendant[49] des Miquel de Barroubio, il fait ses études à Alger et Paris. Après avoir été professeur d'archéologie à l'Université Saint-Joseph de Beyrouth, il dirige à Paris au CNRS le Bulletin signalétique (Sciences humaines). En 1972, il est chargé par le CNRS et l'Académie des Sciences de poursuivre la publication de la correspondance de Mersenne. Il a publié de nombreux articles en histoire des sciences dans des revues spécialisées. Il est décédé le 13 juin 2005, à Antibes (Alpes-Maritimes).